# Contrast (album của Conor Maynard)
Contrast là album phòng thu đầu tay của nam ca sĩ người Anh Conor Maynard, được phát hành vào ngày 30 tháng 7 năm 2012. Album bao gồm các đĩa đơn "Can't Say No", "Vegas Girl" và "Turn Around". Contrast đã đạt vị trí quán quân trên bảng xếp hạng UK Albums Chart, ngoài ra album còn có mặt trên các bảng xếp hạng của Áo, Bỉ, Đan Mạch, Đức, Hà Lan, Ireland và Thụy Sĩ.

## Đĩa đơn
- "Can't Say No" được phát hành vào ngày 2 tháng 3 năm 2012 và là đĩa đơn đầu tiên của album. Ca khúc này được sản xuất bởi The Invisible Men, The Arcade và được sáng tác bởi The Invisible Men, Sophie Stern, Jon Mills, Joe Dyer, Kurtis McKenzie và Maynard.
- "Vegas Girl", đĩa đơn thứ hai của album, được phát hành vào ngày 20 tháng 7 năm 2012.
- "Turn Around" được chọn làm đĩa đơn thứ ba của album. Video âm nhạc cho ca khúc được ra mắt vào ngày 10 tháng 9 năm 2012.
- "Animal" được chọn làm đĩa đơn thứ tư của album. Video âm nhạc cho ca khúc được đăng tải vào ngày 10 tháng 12 năm 2012 và sẽ được gửi đến đài phát thanh vào ngày 21 tháng 1 năm 2013. Đĩa đơn được phát hành là một bản phối khí với sự góp giọng của nam ca sĩ nhạc rap người Anh Wiley.

## Danh sách ca khúc
| STT              | Nhan đề                                  | Sáng tác | Sản xuất                          | Thời lượng |
| ---------------- | ---------------------------------------- | --- | --------------------------------- | ---------- |
| 1.               | "Animal"                                 | Conor Maynard, Kyle Abrahams, George Astasio, Jon Shave, Jason Pebworth, Sophie Stern, Jon Mills, Joe Dyer, Kurtis McKenzie    | The Invisible Men, The Arcade     | 3:16       |
| 2.               | "Turn Around" (hợp tác với Ne-Yo)        | Mikkel S. Eriksen, Tor Erik Hermansen, Benjamin Levin, Shaffer Smith                                                           | Stargate, Benny Blanco, Plan J    | 3:52       |
| 3.               | "Vegas Girl"                             | Maynard, Abrahams, Astasio, Shave, Pebworth, Scott Thomas, Peter Ighile, Kyle Abrahams, Dion Wardle                            | The Invisible Men, Parker & James | 2:49       |
| 4.               | "Can't Say No"                           | Maynard, Abrahams, Astasio, Shave, Stern, Mills, Dyer, McKenzie                                                                | The Invisible Men, The Arcade     | 3:14       |
| 5.               | "Lift Off" (hợp tác với Pharrell)        | Maynard, Pharrell Williams | Pharrell                          | 2:59       |
| 6.               | "Mary Go Round"                          | Maynard, Abrahams, Astasio, Shave, Stern, Nathaniel Ledwidge                                                                   | The Invisible Men, DetoNate       | 3:09       |
| 7.               | "Take Off"                               | Maynard, Abrahams, Astasio, Shave, Stern, Mills, Dyer, McKenzie                                                                | The Invisible Men, The Arcade     | 3:36       |
| 8.               | "Better Than You" (hợp tác với Rita Ora) | Maynard, Abrahams, Astasio, Shave, Mills, Dyer, McKenzie, Rita Ora, Tony Nilsson, John Buchanan, phối khí bởi James F Reynolds | The Invisible Men, The Arcade     | 3:13       |
| 9.               | "Another One"                            | Lucas Secon, Josef Larossi,&bnsp;Andreas Romdhane                                                                              | Quiz & Larossi, Lucas Secon       | 3:12       |
| 10.              | "Pictures"                               | Kevin Risto, Waynne Nugent, Christopher Breaux                                                                                 | Midi Mafia                        | 4:09       |
| 11.              | "Glass Girl"                             | Maynard, Williams | Pharrell                          | 4:31       |
| 12.              | "Just In Case"                           | Maynard, Ray Djan, Celetia Martin, Ashton Foster                                                                               | Eagle Eye                         | 3:17       |
| Tổng thời lượng: | Tổng thời lượng:                         | Tổng thời lượng: | Tổng thời lượng:                  | 41:25      |

| Ca khúc tặng kèm trên iTunes | Ca khúc tặng kèm trên iTunes            | Ca khúc tặng kèm trên iTunes                                                                         | Ca khúc tặng kèm trên iTunes  | Ca khúc tặng kèm trên iTunes |
| STT                          | Nhan đề                                 | Sáng tác                                                                                             | Sản xuất                      | Thời lượng                   |
| ---------------------------- | --------------------------------------- | --- | ----------------------------- | ---------------------------- |
| 13.                          | "Headphones" (hợp tác với Anth)         | Maynard, Abrahams, Astasio, Shave, Nilsson, Rami Afuni, Anthony Melo,' phối khí bởi James F Reynolds | The Invisible Men, Rami Afuni | 3:19                         |
| 14.                          | "Drowning"                              | Christian Kalla, Christopher Jackson                                                                 | Crada                         | 3:18                         |
| 15.                          | "Can't Say No" (video âm nhạc)          | |                               | 3:14                         |
| 16.                          | "Vegas Girl" (video âm nhạc)            | |                               | 3:39                         |
| 17.                          | "Conorcles: The Journey So Far" (video) | |                               | 7:23                         |

## Xếp hạng
| Bảng xếp hạng (2012)            | Vị trí cao nhất |
| ------------------------------- | --------------- |
| Australian Albums Chart         | 48              |
| Austrian Albums Chart           | 72              |
| Belgian Albums Chart (Flanders) | 34              |
| Belgian Albums Chart (Wallonia) | 176             |
| Danish Albums Chart             | 37              |
| Dutch Albums Chart              | 73              |
| German Albums Chart             | 69              |
| Irish Albums Chart              | 10              |
| Italian Albums Chart            | 15              |
| Japanese Albums Chart           | 130             |
| New Zealand Albums Chart        | 27              |
| Scottish Albums Chart           | 3               |
| Swiss Albums Chart              | 40              |
| UK Albums Chart                 | 1               |

## Lịch sử phát hành
| Quốc gia    | Ngày                 | Định dạng           | Hãng đĩa              |
| ----------- | -------------------- | ------------------- | --------------------- |
| Đức         | 27 tháng 7 năm 2012  | CD, tải kỹ thuật số | EMI                   |
| Ba Lan      | 30 tháng 7 năm 2012  | CD, tải kỹ thuật số | EMI                   |
| Anh         | 30 tháng 7 năm 2012  | CD, tải kỹ thuật số | Parlophone            |
| Philippines | 3 tháng 8 năm 2012   | CD, tải kỹ thuật số | PolyEast (EMI Phils.) |
| Ý           | 18 tháng 9 năm 2012  | CD, tải kỹ thuật số | Capitol               |
| Úc          | 21 tháng 9 năm 2012  | CD, tải kỹ thuật số | EMI                   |
| Brazil      | 10 tháng 10 năm 2012 | CD, tải kỹ thuật số | EMI                   |
| Nhật        | 24 tháng 10 năm 2012 | CD, tải kỹ thuật số | EMI/SoundTown         |
| Mỹ          | 8 tháng 1 năm 2013   | CD, tải kỹ thuật số | Capitol               |